# Horst Tüller
Horst Tüller (5 de fevereiro de 1931 — 4 de junho de 2001) foi um ciclista alemão que competiu no ciclismo nos Jogos Olímpicos de Verão de 1956, pela equipe Alemã Unida, ganhando a medalha de bronze na prova de estrada contrarrelógio por equipes.